# Jiří Salapatek
Jiří Salapatek (* 27. června 1964) je bývalý český fotbalista, útočník.

## Fotbalová kariéra
V československé lize hrál za TJ Vítkovice. Nastoupil v 11 ligových utkáních. Ve druhé nejvyšší soutěži hrál i za ŽD Bohumín.

## Ligová bilance
| Ročník                                   | Zápasy | Góly | Klub         |
| ---------------------------------------- | ------ | ---- | ------------ |
| Česká národní fotbalová liga 1982/83     | 27     | 1    | ŽD Bohumín   |
| 1. československá fotbalová liga 1989/90 | 8      | 0    | TJ Vítkovice |
| 1. československá fotbalová liga 1990/91 | 3      | 0    | TJ Vítkovice |
| CELKEM 1. liga                           | 11     | 0    |              |